# 楯岡氏
楯岡氏（たておかし）は、清和源氏足利氏流斯波氏の分族である戦国大名最上氏の一門の氏族。

## 概要
最上氏は出羽国内の最上郡・村山郡各地に分族を配置した。楯岡氏もその一つである。楯岡城に配置された最上満直の四男満国を祖とする。戦国時代には多くの最上氏一門が離反する中で、楯岡氏も一時、庶流の長瀞氏とともに最上八楯に加入する。天正5年（1577年）、最上義光が八楯の盟主・天童氏を攻撃すると、楯岡満英も天童側につき、宗家に対して明確に反旗を翻した。しかし、天正8年（1580年）、義光が再び天童頼久を攻撃すると、天童側は寝返りが相次ぎ敗北。満英は自害した。家督は一族の楯岡満茂が相続、その後は常に最上氏に追従し、満茂は最上義光の片腕として活躍。各地で武勲を挙げて慶長出羽合戦後は由利郡45000石を与えられ、居城として本荘城（本城城）を築き、以後は本城氏を名乗った。しかし元和8年1622年、最上騒動で最上氏が幕命により改易されると、満茂・満広兄弟らはその身柄を酒井忠世に預けられた。その後、赦されて忠世に仕え、本城氏は雅楽頭酒井家（前橋藩・姫路藩）の重臣として続いた。
満茂の所領替え後には義光の弟が楯岡城を与えられ、楯岡光直とあらためて楯岡氏を名乗った。最上氏改易後、光直は豊前の細川家に御預けの身となった。子の定直は細川忠利に仕え、肥後熊本藩では知行1000石。楯岡氏は細川家の重臣として続いた。

## 歴代当主・一族
- 楯岡満国
- 楯岡満正
- 楯岡満次
  - 長瀞満宗
- 楯岡満春
- 楯岡満康
- 楯岡満英（義郡）
- 楯岡満茂（以後は本城氏を名乗る）
- 楯岡光直（改めて楯岡氏を名乗る）